# Mausolée d'Avicenne

Le Mausolée d'Avicenne (persan : ابو علی حسین بن عبدالله بن سینا آرامگاه, Abū ‘Alī Husein ibn ‘Abdallāh ibn Sīnā  Aramgah-e) est le tombeau d'Avicenne, scientifique, homme d'état, musicien, mathématicien et poète. il est situé place Bouadi Sina, au centre de la ville d'Hamadan en Iran. Il présente la forme d'une structure rectangulaire comprenant plusieurs salles, surmonté d'une tour conique en forme de fuseau, d'une hauteur de 23 mètres. Le 21 mars 2016 le mausolée a été inscrit au registre du patrimoine national culturel de l'Iran sous le numéro 1869.

## Aménagement intérieur

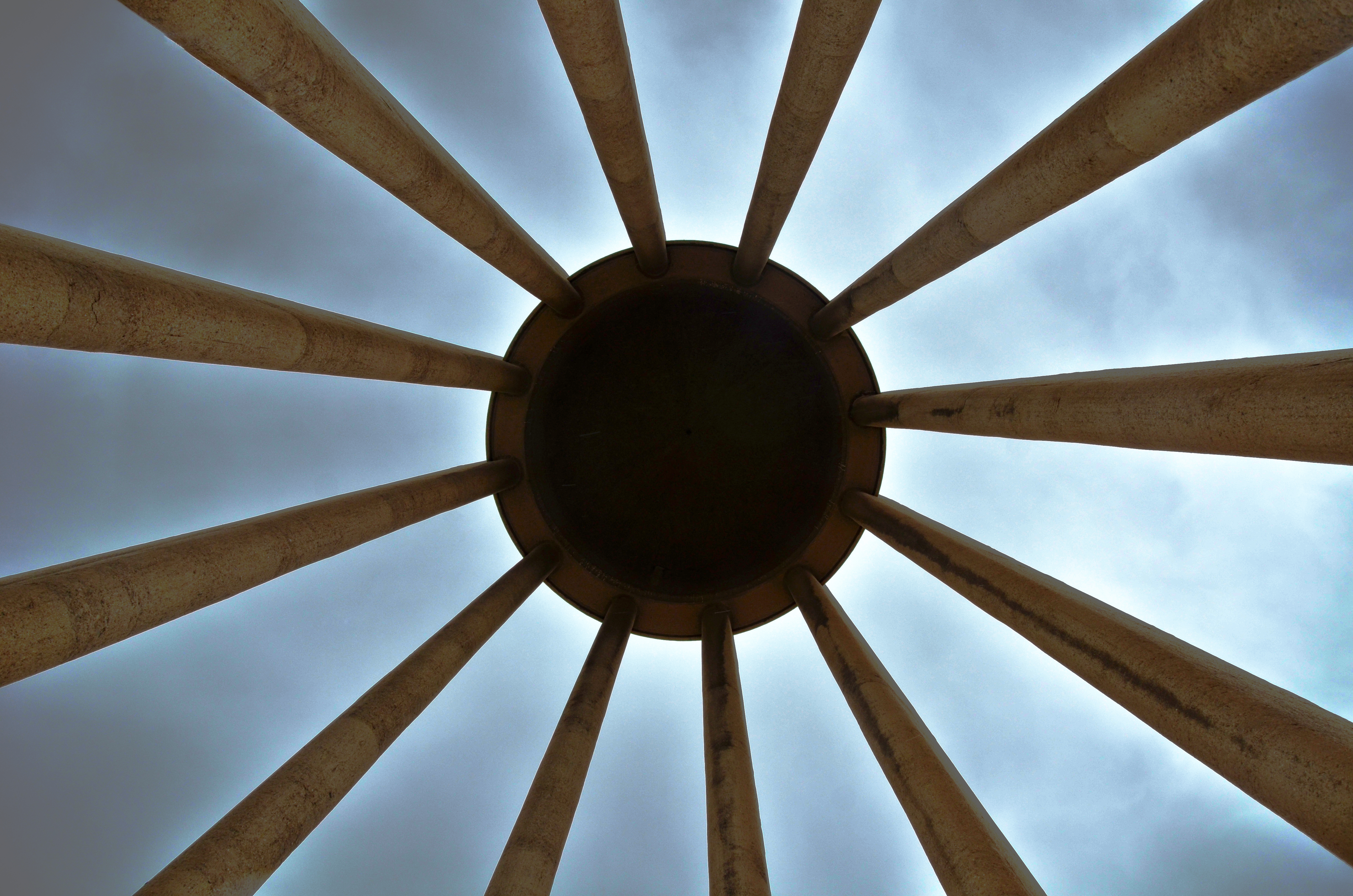

La tombe du vieux mathématicien est couverte d'une pierre tombale en marbre et se trouve au centre d'une des pièces de forme ronde de l'édifice. Sur les murs sont accrochés des herbiers qu'Avicenne a utilisés pour sa pratique médicinale. Le plafond est soutenu par des colonnes. Sur le côté gauche de la galerie se trouve la tombe d'Abou Saïd Dakhdouk, un ami proche dont la maison se trouvait  à l'endroit où se situe maintenant le complexe. Non loin de l'entrée de la cour, se trouve la tombe du poète iranien du début du XXe siècle, Aref Qazvini.
Dans d'autres pièces du complexe se trouvent une bibliothèque comptant environ 8 000 livres et un petit musée illustrant la vie du penseur. Ses travaux sont exposés y compris ceux traduits en russe édités en URSS. L'une des salles présente à la fois des manuscrits d'Avicenne et divers artefacts, trouvés dans la région, parmi lesquels des vases en argile, datant de trois mille ans, ainsi que des pièces de monnaie. Du toit du musée on peut observer une vue intéressante du mont  Alvand.
Sur le site se trouve un magasin vendant des herbes et remèdes proposés par Avicenne. Dans la cour, au milieu de nombreux arbres, est exposée une statue en marbre d'Avicenne tenant un livre en mains (sa hauteur est de 3,9 mètres, et son poids d'environ 4 tonnes).
La superficie du complexe est de 3 090 m2, et celle du tombeau lui-même de 1 972 m.

## Histoire de l'édification
À l'origine, à l'emplacement de la sépulture d'Avicenne et de Abou Saïd Dakdhuuk il existait une sorte de crypte posé sur quatre voûtes arquées. Plus tard sur ordre du petit-enfant de Fath Ali Chah Qadjar, Négiar, les tombes ont été recouvertes de dalles de marbre et un dôme a été placé au-dessus.
Un nouveau bâtiment a remplacé l'ancien en 1954, après le tremblement de terre de 1950. L'auteur du projet est l'architecte et sculpteur iranien  Houchang Seïhoune. Ce dernier a rendu le nouvel édifice semblable à la tour de Gonbad-e Qabous (Province du Golestan) au sud de l'Iran. La principale différence consiste en ce que le nombre de colonnes est de dix pour la tour de Gonbad-e Qabous au lieu de douze pour celle d'Avicenne.
La reconnaissance des mérites d'Avicenne dans différentes branches de la connaissance est représentée symboliquement par les 12 colonnes reliées au sommet par un dôme. Elle symbolisent les douze principales branches des connaissances de l'époque, qu'Avicenne possédait à la perfection. Avicenne a laissé à ses descendants un riche héritage: plus de 450 ouvrages, dont on a conservé environ 240 ouvrages.150 livres sont dédiés à philosophie et à la connaissance et parmi ceux-ci 40 livres sont consacrés à la médecine et 50 livres à d'autres sciences. À ce jour une partie de ses enseignements n'a pas encore été évaluée et exploitée à sa juste mesure.

## Aspect extérieur
L'utilisation de matériaux modernes a permis de rendre la structure simple et légère à la vue
Le mausolée est une fusion des deux styles architecturaux, celui de l'Iran ancien et celui de l'Iran post-islamique. Sa conception utilise des éléments de l' architecture iranienne  traditionnelle. Des éléments tels que la tour, inspirée de la Tour du dôme de  Qaboos, des styles de jardins influencés par les jardins iraniens, des cascades inspirées du bassin des maisons traditionnelles et une façade garnies de sculptures volumineuses et brutes en pierre de granit provenant des montagnes  Alvand formant un diagramme d'anciens palais iraniens.
Le bâtiment est complété par un jardin semi-circulaire et d'un espace vert.

## Galerie

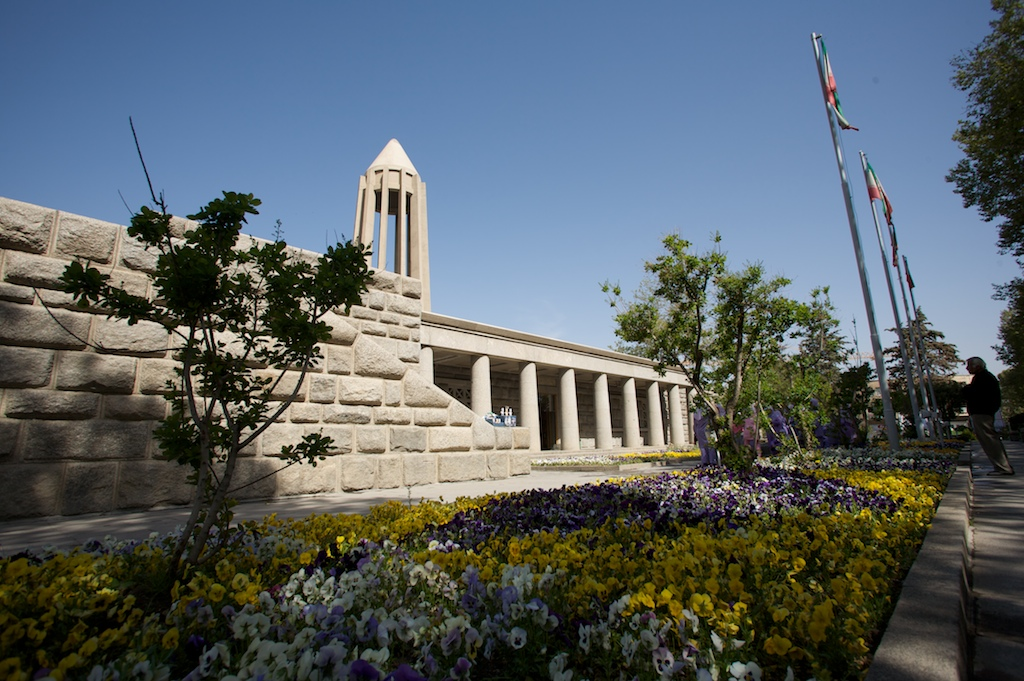
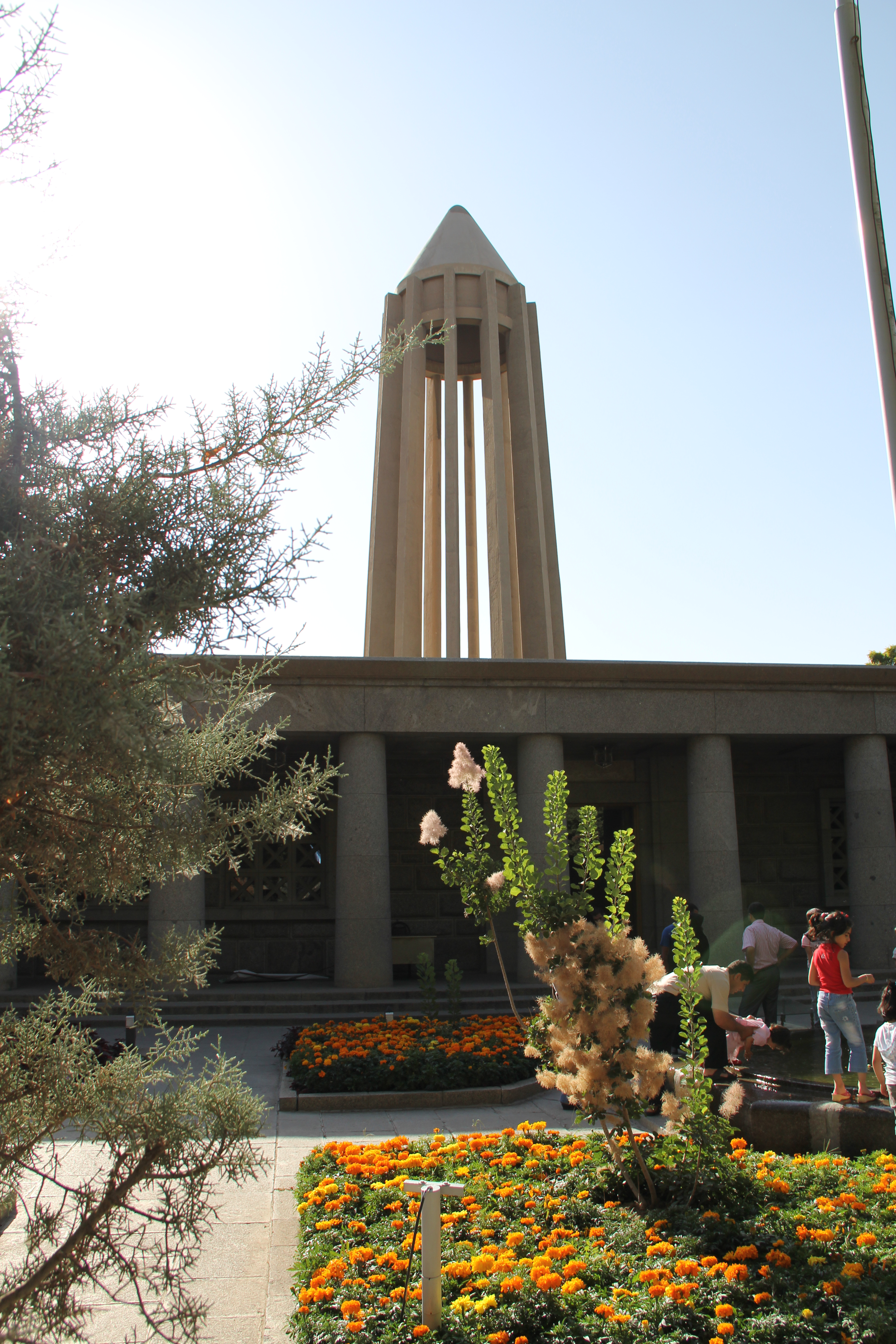
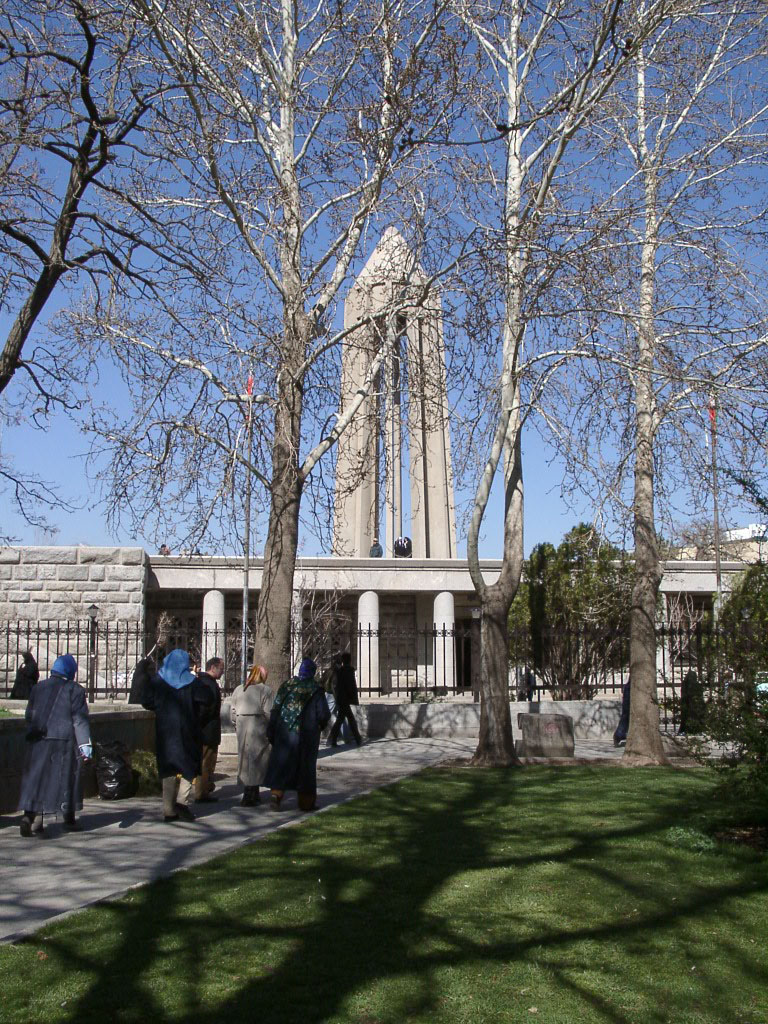
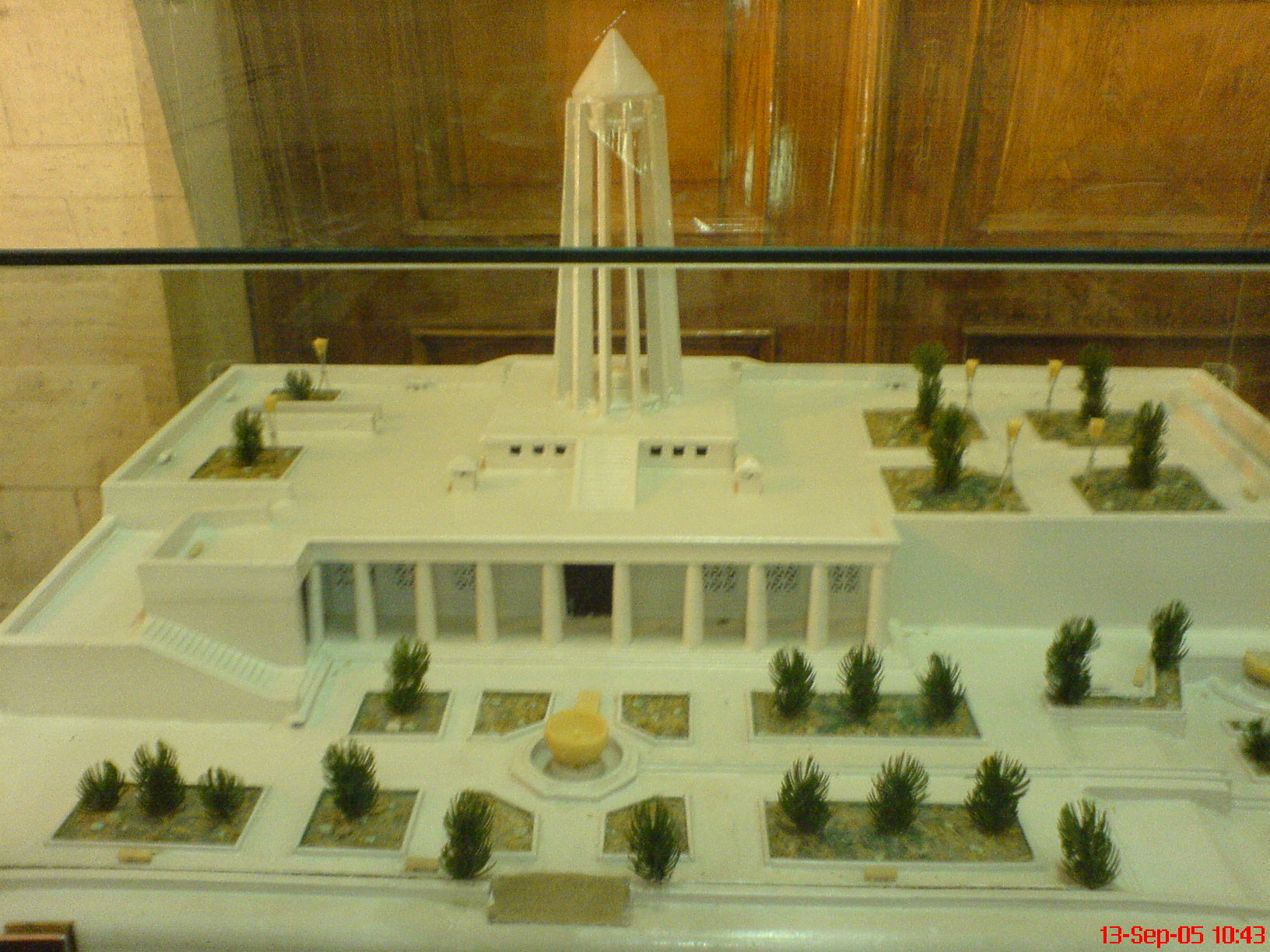
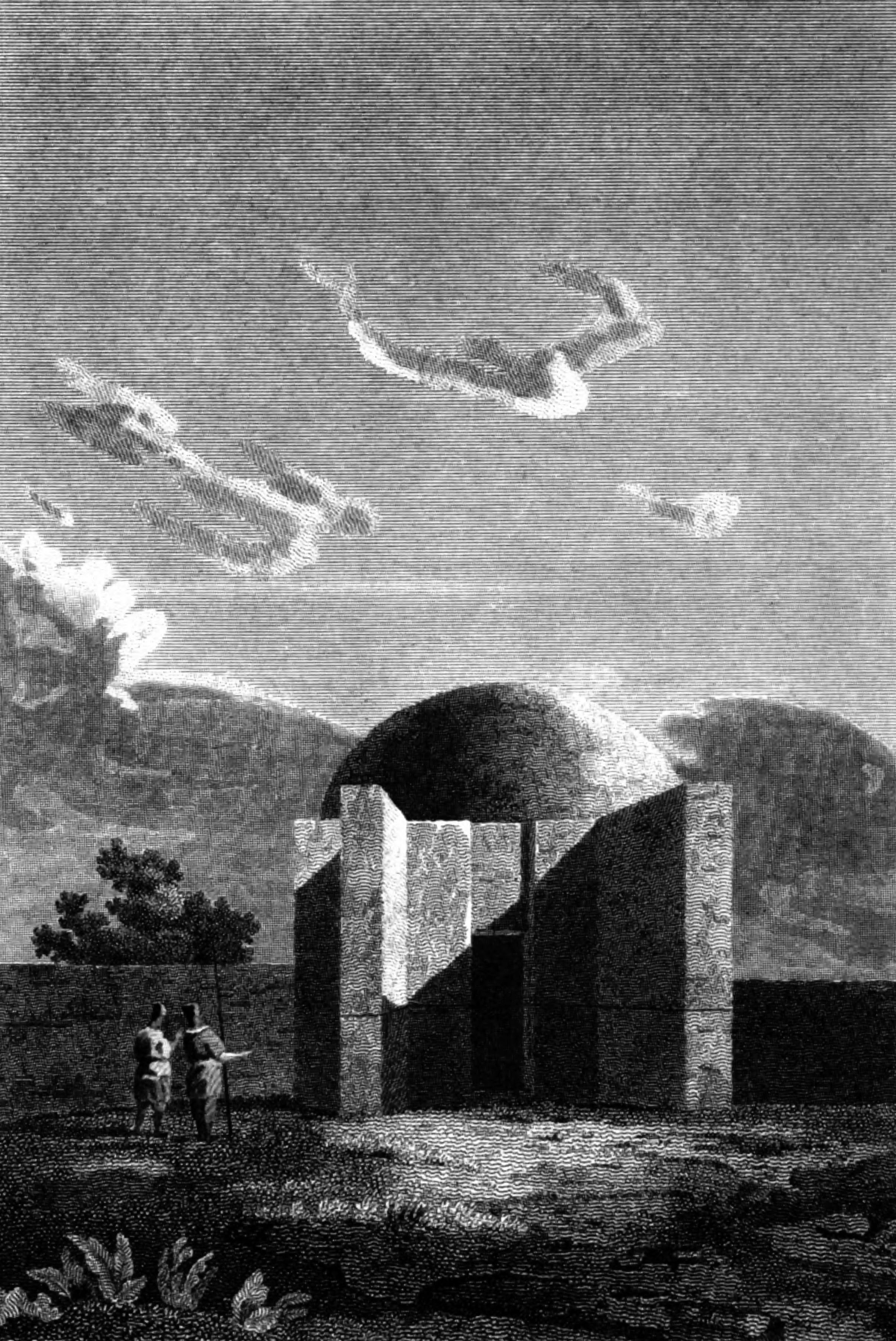
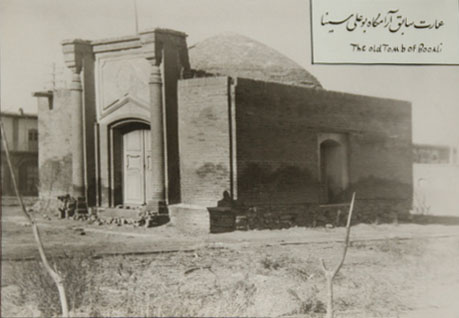
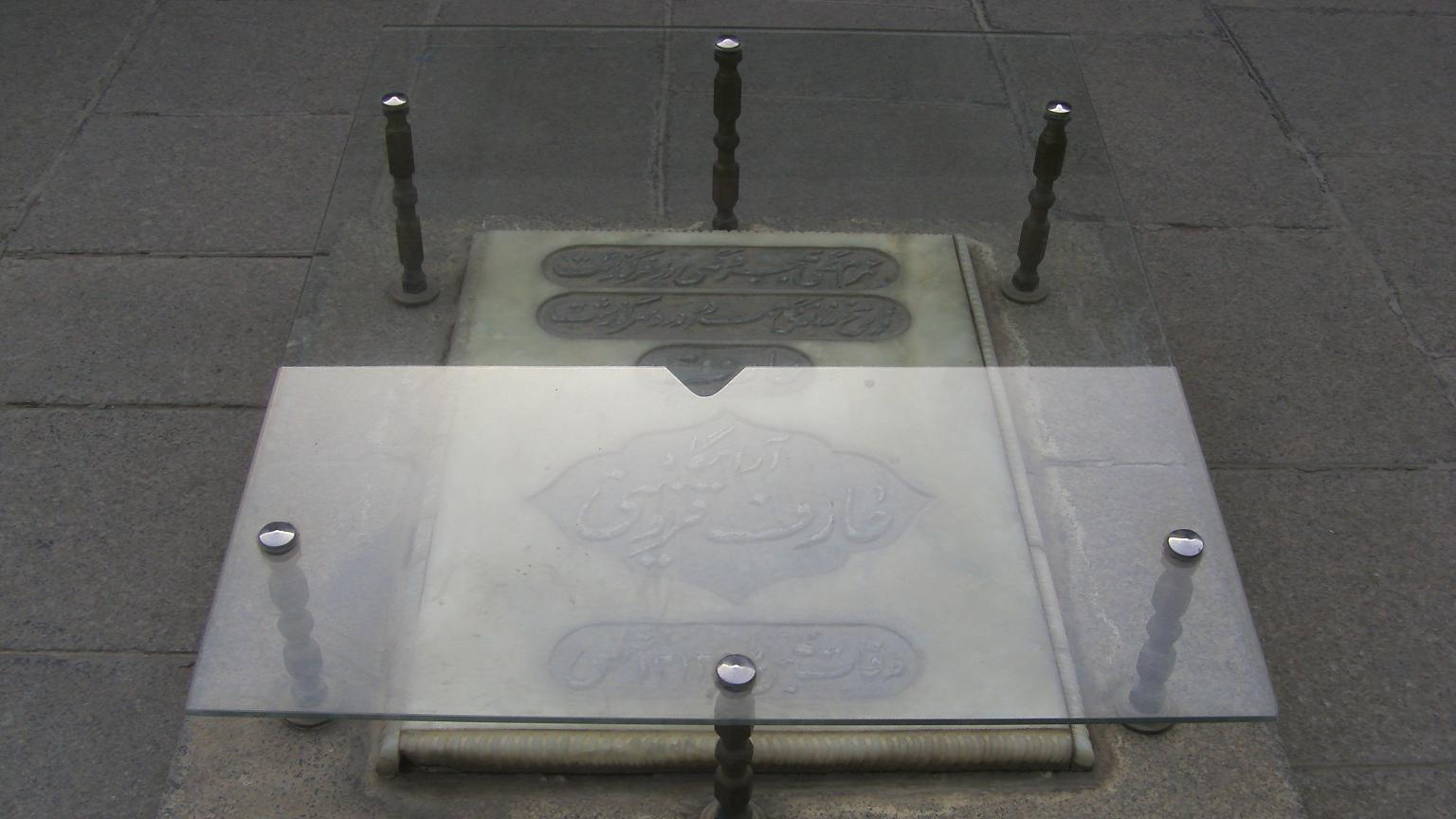
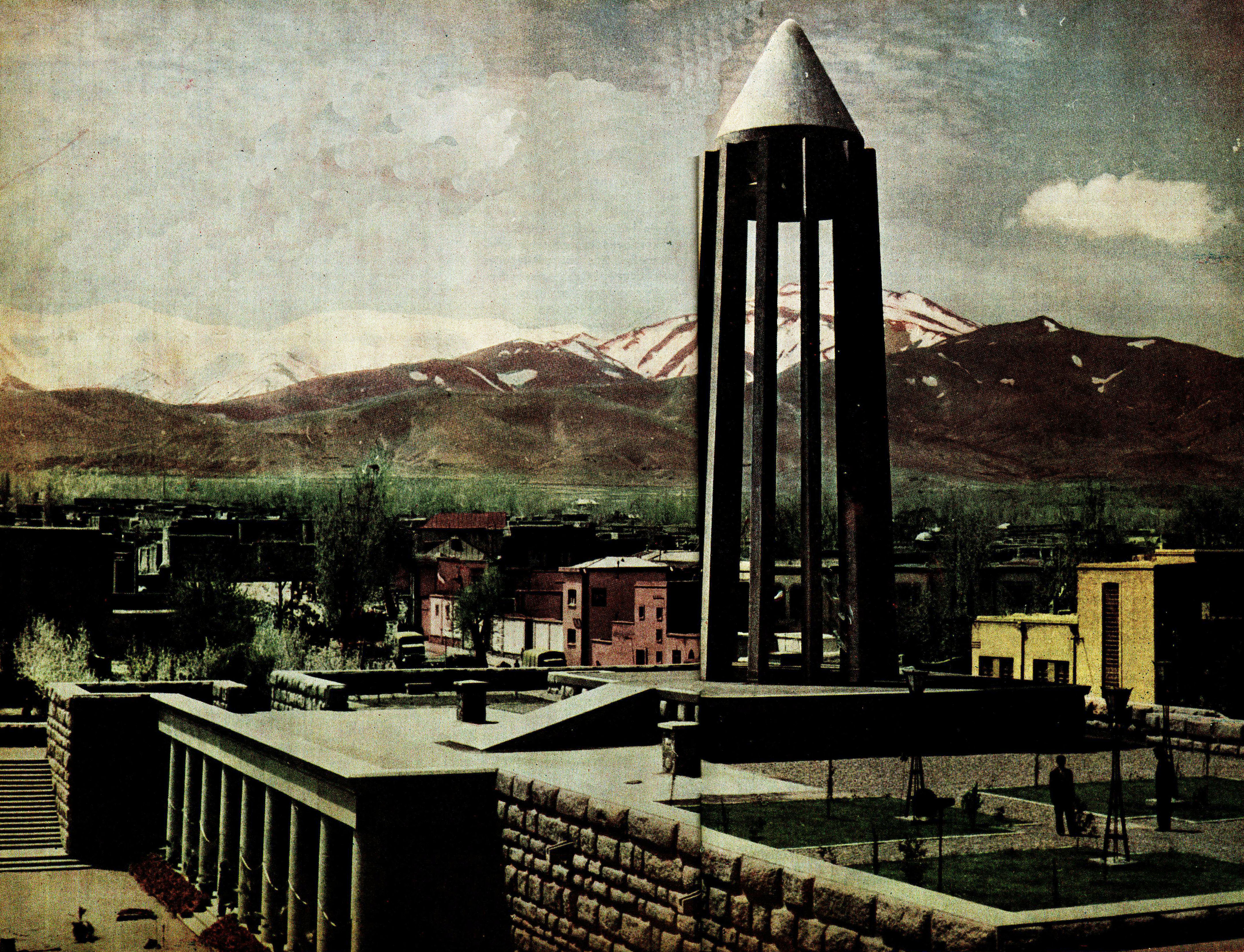
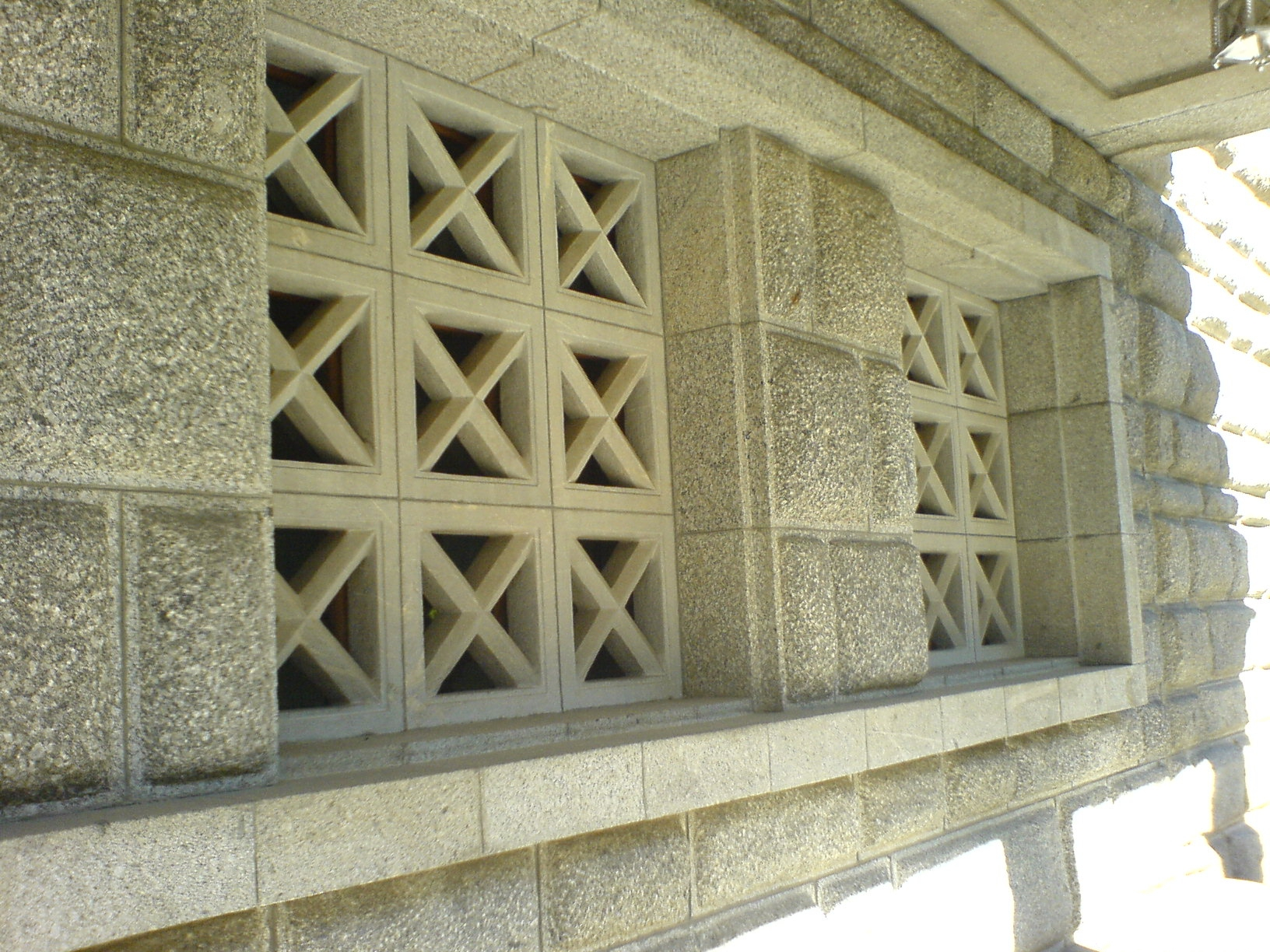
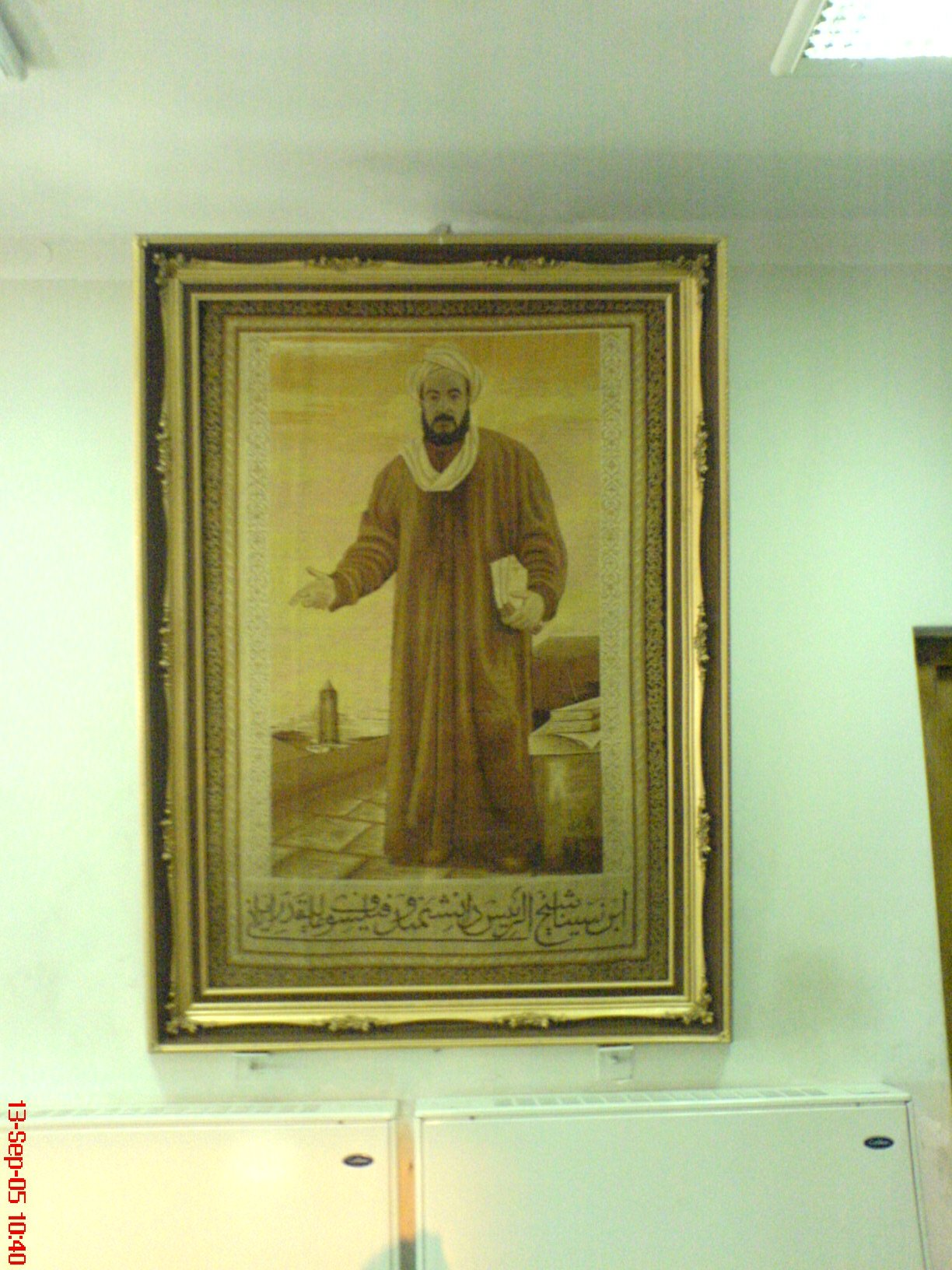